# Gräberfeld St. Helena-Großengsee
Das Gräberfeld St. Helena-Großengsee ist ein vorgeschichtliches, hauptsächlich hallstattzeitliches Grabhügelfeld in der Gemeinde Simmelsdorf im Landkreis Nürnberger Land. Es liegt ca. 25 km nordöstlich von Nürnberg.